# Grande-Bretagne aux Jeux paralympiques d'hiver de 2010
La Grande-Bretagne participe aux Jeux paralympiques d'hiver de 2010 à Vancouver. Elle y remporte aucune médailles, se situant à la vingt deuxième place des nations au tableau des médailles. La délégation britanniques regroupe 12 sportifs.